# Faith No More
A Faith No More egy 1982–1998 között, majd 2009-től ismét aktív amerikai alternatív metal-együttes. San Franciscóban alakult, egy Faith No Man nevű zenekar romjain, ugyanis kirúgták a csapatfőnöküket Mike "The Man" Morrist alkoholizmusa miatt.

## Története
Kis idő múlva billentyűscsere történt Roddy Bothum jött Worthington helyére. Első albumuk 1985-ben jelent meg We Care a Lot címmel. Nagyon hamar népes rajongótábort szereztek. A zenekar ügyesen ötvözte a hard rock és a heavy metal keménységét a rappel és a funkkal. Következő albumuk az Introduce Yourself 1987-ben jelent meg. A lemez nagy sikert aratott, de ezután a zenekar válságba jutott, ezért 1988-ban kirúgták Mosley-t, helyét Mike Patton vette át, vele vették fel a következő lemezt a The Real Thing-et. A kritikusok szerint itt kezdődött a zenekar aranykora. A The Real Thingen található pár nagyon ismert szám, pl. From Out of Nowhere, Epic. Következő – a rajongók szerint legsikeresebb – albumuk az 1992-es Angel Dust, ezen található a híres Easy című feldolgozásszám. A lemezt népszerűsítő turnén kiéleződtek a tagok között az ellentétek, Martint kirúgták. A King for a Day... Fool for a Lifetime című lemezükön már Trey Spruance gitározott, de ő se sokáig maradt a csapatban, Dean Menta váltotta fel, majd őt Jon Hudson. Ezután jött a kereskedelmileg legsikeresebb albumuk, az Album of the Year. 1998-ra a zenekar tagjai között végleg kiéleződtek az ellentétek, ezért a zenekar 1998-ban feloszlott.

## Újjáalakulás
2009 februárjában napvilágot látott, hogy a zenekar egy európai turnéra ismét összeáll. A hírt az együttes nem sokkal később saját honlapján is megerősítette, majd további, Európán kívüli koncerteket is lekötött.

## Diszkográfia

### Stúdiólemezek
- We Care a Lot (1985)
- Introduce Yourself (1987)
- The Real Thing (1989)
- Angel Dust (1992)
- King for a Day... Fool for Lifetime (1995)
- Album of the Year (1997)
- Sol Invictus (2015)

### Egyéb lemezek
- Live at the Brixton Academy (1991)
- Songs to Make Love To EP (1993)
- Who Cares a Lot? The Greatest Hits (1998)
- This Is It: The Best Of... (2003)
- The Platinum Collection (2005)
- The Works (2008)
- The Very Best Definitive Ultimate Greatest Hits Collection (2009)